# Старое Лисино
Старое Лисино — деревня в Лотошинском районе Московской области России.
Относится к городскому поселению Лотошино, до реформы 2006 года относилась к Михалёвскому сельскому округу. Население — 7 чел. (2010).

## География
Расположена в южной части городского поселения, примерно в 5 км к юго-западу от районного центра — посёлка городского типа Лотошино, на правом берегу реки Издетели. Соседние населённые пункты — деревни Высочки и Лужки. Автобусная остановка на автодороге Р90.

## Исторические сведения
На картах Ф. Ф. Шуберта и И. А. Стрельбицкого обозначена как Лесино, на картах Генштаба — Старолисино.
В «Списке населённых мест» 1862 года Лисино — владельческая деревня 2-го стана Волоколамского уезда Московской губернии по левую сторону Старицкого тракта (от села Ярополча), в 27 верстах от уездного города, при колодце, с 14 дворами и 127 жителями (59 мужчин и 68 женщин).
До 1919 года входила в состав Кульпинской волости. Постановлением НКВД от 19 марта 1919 года была передана в Лотошинскую волость.
По материалам Всесоюзной переписи населения 1926 года являлась центром Старо-Лисинского сельсовета, в ней проживало 274 человека (127 мужчин, 147 женщин), насчитывалось 53 крестьянских хозяйства, имелась школа.
С 1929 года — населённый пункт в составе Лотошинского района Московской области.

## Население
| 1852 | 1859 | 1926 | 2002 | 2006 | 2010 |
| ---- | ---- | ---- | ---- | ---- | ---- |
| 153  | ↘127 | ↗274 | ↘17  | ↗21  | ↘7   |